# David Preiss
David Preiss (ur. 21 stycznia 1947) – czeski matematyk, profesor Uniwersytetu w Warwick w Wielkiej Brytanii. Laureat nagrody Pólyi z 2008 roku przyznawanej przez London Mathematical Society. Zajmuje się geometryczną teorią miary, analizą rzeczywistą i geometrią przestrzeni Banacha. Redaktor czasopism matematycznych:
- Advances in Calculus of Variations,
- Commentationes Mathematicae Universitatis Carolinae,
- Fundamenta Mathematicae,
- Mathematika,
- Proceedings of the London Mathematical Society,
- Real Analysis Exchange.